# Ewelina Leonarda Pierzyńska-Jelska
Ewelina Leonarda Jelska z Pierzyńskich (ur. 6 czerwca 1938 w Poznaniu) – polska historyczka sztuki, muzealnik i malarka współczesna.

## Życiorys
Córka Telesfora Pierzyńskiego z rodu Pierzyńskich herbu Korab (1907-1980) i Izabelli z domu Łukaszewicz (1898-1973). Ukończyła Społeczne Ognisko Kultury Plastycznej Związku Polskich Artystów Plastyków w Poznaniu (1959). Studiowała historię sztuki na Wydziale Filozoficzno-Historycznym Uniwersytetu im. Adama Mickiewicza w Poznaniu, mgr historii sztuki (1963), dr nauk humanistycznych – muzeolog (1980).
Mąż – Andrzej Stefan Jelski h. Pielesz, absolwent etnografii na Wydziale Historycznym (1966) i Podyplomowego Studium Afrykanistycznego (1974) Uniwersytetu Warszawskiego. Kawaler Maltański. Córka – Adrianna Izabella Pierzyńska, absolwentka prawa na Wydziale Prawa i Administracji (1996) Uniwersytetu Jagiellońskiego w Krakowie, prawnik, radca prawny (2015).
Po studiach, do 1966 r., pełniła funkcję Powiatowego Konserwatora Zabytków (Gorlice i Jasło), następnie – do 1972 r., jako adiunkt, kierowała Działem Sztuki w Muzeum Ziemi Kaliskiej w Kaliszu. Od 1973 r. mieszka w Radomiu. W l. 1974 – 1990 prowadziła, początkowo jako kierownik, później zaś dyrektor – Biuro Wystaw Artystycznych w Radomiu.
Kurator i aranżer szeregu wystaw w zakresie sztuki współczesnej w kraju i za granicą.
Była pomysłodawczynią oraz inicjatorką cyklicznej wystawy Triennale „Prezentacje Portretu Współczesnego” (ekspozycja ogólnopolska w l. 1978, 1981, 1984, międzynarodowa w l. 1987, 1990). Triennale było pierwszą międzynarodową ekspozycją w Radomiu w zakresie profesjonalnej plastyki (malarstwo i grafika).
Zorganizowała w 1984 r. Galerię Autoportretu Współczesnego w siedzibie BWA w Radomiu (Dom Esterki i Dom Gąski). Była to jedyna tego typu w Polsce stała ekspozycja wizerunków własnych w malarstwie wybitnych współczesnych polskich twórców i jedna z nielicznych w świecie.
Z Jej inicjatywy, w tym samym roku, w warszawskiej „Zachęcie”, została zorganizowana obszerna, retrospektywna ekspozycja „Polskie malarstwo portretowe 1944-1984”, będąca obszerną panoramą wizerunków malarskich autorstwa najwybitniejszych, powojennych polskich artystów malarzy.
Znany mistrz pędzla Krzysztof Jackowski z Kielc, w dowód uznania dla Jej zasług na polu upowszechniania sztuki portretu i organizacji Triennale „Prezentacje Portretu Współczesnego”, nadał Jej przydomek „Matka Współczesnego Portretu” i uwiecznił malarskim wizerunkiem pod tym samym tytułem.
Dla uczczenia przypadającej w 1980 r. – 450 rocznicy urodzin. i w 1984 r. – 400 rocznicy śmierci Jana Kochanowskiego z Czarnolasu, zorganizowała w salach ekspozycyjnych radomskiego BWA dwie edycje ogólnopolskiej, interdyscyplinarnej, pokonkursowej wystawy w zakresie rzeźby kameralnej, medalierstwa, grafiki, rysunku i tkaniny artystycznej „Jan Kochanowski i Jego Epoka”. Medale i inne eksponaty z tych wystaw zostały zakupione do zbiorów Muzeum im. Jana Kochanowskiego w Czarnolesie.
W l. 2010 i 2012 była kuratorem wystawy „Galeria Autoportretu Współczesnego 1984 – 1990”, prezentowanej w Muzeum im. Jacka Malczewskiego w Radomiu i Muzeum Niepodległości w Warszawie.
Od 1990 r. była zatrudniona jako adiunkt, wykładowca w zakresie historii sztuki i wzornictwa przemysłowego w Politechnice im. K. Pułaskiego w Radomiu. W l. 2005 -2017 pracowała jako nauczyciel akademicki, adiunkt w Prywatnej Wyższej Szkole Ochrony Środowiska w Radomiu, gdzie prowadziła ćwiczenia i wykłady z historii kultury, architektury i sztuki oraz muzealnictwa. Ponadto, w obu uczelniach prowadziła seminaria dyplomowe.
W zakresie pracy naukowo-badawczej zajmuje się niektórymi zagadnieniami zabytkowej architektury oraz dawnej i współczesnej sztuki. Opracowała dokumentację historyczno-artystyczną dla pewnej liczby cennych sakralnych obiektów zabytkowych oraz ok. 700 kart ewidencji zabytków ruchomych i architektury z terenu dawnego woj. radomskiego dla potrzeb Wojewódzkiego Urzędu Ochrony Zabytków w Warszawie. Delegatura w Radomiu oraz Instytutu Dziedzictwa Narodowego w Warszawie.
W 2022 r. E.L. Pierzyńska-Jelska oraz jej mąż – A. Jelski byli kuratorami wystawy „Polskie malarstwo portretowe u schyłku XXw.”, prezentowanej w Muzeum im. Jacka Malczewskiego w Radomiu.

## Publikacje (wybór)
- Kraina Wiecznej Ciszy, (książka dla uczczenia 200 – lecia Cmentarza Rzymskokatolickiego w Radomiu), Kielce 2008 i 2011;
- Twórczość sepulkralna Bolesława Jeziorańskiego, Kielce 2009;
- Muzealnictwo w Polsce 1945-1974. Funkcje pełnione przez muzea, Kielce 2010;
- Mieścisko. Okruchy ludzkich losów, Kielce 2014; Uroczysko. Szlakiem siedzib Jelskich h. Pielesz, Kielce 2016.

### Współautorstwo
- Twórczość plastyczna i wystawiennictwo w Radomiu w latach 1945–1989, Radom 1989 (współautorstwo z A. Jelskim i T. Dąbrowską);

- Portret. Funkcja – Forma – Symbol. Pod red. naukową T. S. Jaroszewskiego. Warszawa 1990 (współautorstwo z A. Jelskim dwóch artykułów);

- „Biuletyn Konfraterni Radomskiej Związku Polskich Kawalerów Maltańskich Suwerennego Rycerskiego Zakonu Szpitalników św. Jana Jerozolimskiego, zwanego rodyjskim i maltańskim”. nr 2 (30), 2018 (współautorstwo z A. Jelskim i R. Wiraszką), pod red. R. Wiraszki,

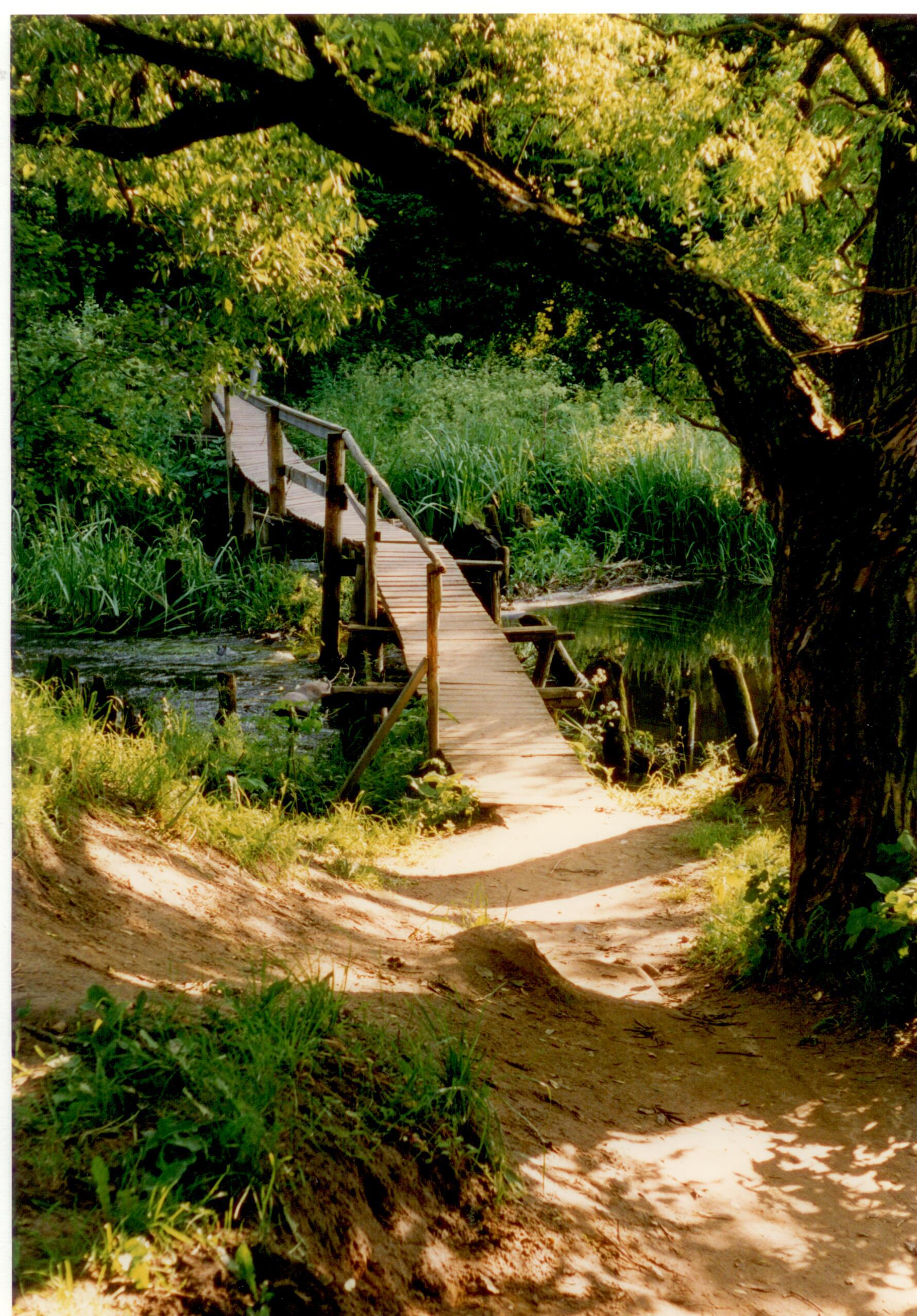
E.L. Pierzyńska-Jelska, Uroczysko. Mostek I, fotografia, 1995.

## Wystawy
- „Uroczysko”. Ekspozycja fotografii krajobrazowej w Radomskim Klubie Środowisk Twórczych „Łaźnia”, otwarta 30. 11. 2016. Wystawie towarzyszyła książka E.L. Pierzyńskiej-Jelskiej.